# اندیس دروغ زن آب (Do)
دروغ زن آب(Do) یک اندیس غیرفلزی است که در حوالی شهر پل دختر استان لرستان قرار دارد و مادهٔ معدنی موجود در آن، قیر طبیعی است.  